# Apostolado del duque de Lerma
Apostolado del duque de Lerma – cykl obrazów przedstawiająca Apostołów, namalowana w latach 1610–1612 przez flamandzkiego malarza Petera Paula Rubensa, znajdująca się w zbiorach muzeum Prado w Madrycie.

## Historia
Peter Paul Rubens namalował cykl olejnych portretów Chrystusowych Apostołów w latach 1610–1612. Hiszpańskie słowo „apostolado” użyte w tytule cyklu oznacza grupę obrazów przedstawiających dwunastu Apostołów, zaś słowo „Lerma” jest odniesieniem do nazwy księstwa, którego władca był właścicielem obrazów, zanim trafiły do Madrytu. W 1614 roku płótna znajdowały się w prywatnych zbiorach kolekcjonera sztuki Charlesa III de Croÿ, księcia Aarschotu. W latach 1614–1616 obrazy były własnością księcia Charlesa de Ligne. W 1616 roku cykl stał się własnością Rodriga Calderóna. W 1618 wszedł w jej posiadanie Francisco Gómez de Sandoval y Rojas, książę Lerma. W 1746 obrazy zostały zinwentaryzowane w madryckiej kolekcji Elżbiety Farnese, następnie z prywatnej kolekcji hiszpańskiego dworu królewskiego przeszły na własność Prado w 1829 roku.

## Zbiór płócien
Cykl obejmuje dwanaście obrazów, namalowanych farbą olejną na płótnie. Widoczne są wpływy malarstwa włoskiego, Michała Anioła i Caravaggia. Przedstawione postacie mają przenikliwe spojrzenia. Wzrok niektórych skierowany jest na obserwującego. Przyjmują różne pozy. Chociaż widoczny jest już pewien naturalizm w przedstawieniu twarzy, Rubens nadaje jednak świętym cechy ponadczasowości.
| Nr  | Tytuł                | Uwagi                                         | Przednie sygnatury | Wymiary         | Ilustracja |
| --- | -------------------- | --------------------------------------------- | ------------------ | --------------- | ---------- |
| 1.  | San Pedro            | Obraz przedstawia Piotra Apostoła.            | ⚜ / 228 / 1509     | 107 x 82 cm     |            |
| 2.  | San Andrés           | Obraz przedstawia Andrzeja Apostoła.          | ⚜ / 228 / 1512     | 108 x 84 cm     |            |
| 3.  | Santiago el Mayor    | Obraz przedstawia Apostoła Jakuba Większego.  | ⚜ / 228            | 108 x 83 cm     |            |
| 4.  | San Juan Evangelista | Obraz przedstawia Jana Apostoła.              | ⚜ / 228            | 107,5 x 83 cm   |            |
| 5.  | San Felipe           | Obraz przedstawia Filipa Apostoła.            | ⚜ / 22[8]          | 107 x 82,5 cm   |            |
| 6.  | San Bartolomé        | Obraz przedstawia Bartłomieja Apostoła.       | ⚜ / 228            | 107 x 82,5 cm   |            |
| 7.  | Santo Tomás          | Obraz przedstawia Tomasza Apostoła.           | ⚜ / 228 / 153[3]   | 108 x 83 cm     |            |
| 8.  | San Mateo            | Obraz przedstawia Mateusza Apostoła.          | ⚜ / 228            | 106,5 x 82 cm   |            |
| 9.  | Santiago el Menor    | Obraz przedstawia Jakuba Mniejszego Apostoła. | ⚜ / 228            | 107 x 82,5 cm   |            |
| 10. | San Simón            | Obraz przedstawia Szymona Apostoła.           | ⚜ / 228 / 1534.    | 107,5 x 82,5 cm |            |
| 11. | San Matías           | Obraz przedstawia Macieja Apostoła.           | ⚜ / 228 / 1532.    | 107,2 x 82,5 cm |            |
| 12. | San Pablo            | Obraz przedstawia Pawła Apostoła.             | ⚜ / 228 / 1536.    | 107,5 x 83 cm   |            |